# Morgan Berthet
Pour les articles homonymes, voir Berthet.
 (octobre 2015).
Morgan Berthet est un batteur professionnel français, de live et de studio, diplômé de la Music Academy International de Nancy, officiant ou ayant officié au sein de nombreux groupes de rock et de metal français et étrangers comme Myrath, Adagio et son guitariste Stéphan Forté, Klone, Eths, Headcharger, Kells, Kadinja, Eyeless, Frontal, The Mars Chronicles, In Other Climes.

## Biographie

### Débuts Musicaux
Né le 25 juillet 1985 à Chambéry, il est très rapidement plongé dans l'univers de la musique par ses parents et commence la batterie dès l'âge de trois ans à l'école de Jean Marc Kugel à Chambéry. Après sept années de formation en batterie, solfège et percussions, il se perfectionne auprès de Georges Latanski à l'école TAMA de Chambéry pendant six ans, puis à l'A.P.E.J.S., école des musiques actuelles de Chambéry, avant de terminer son cursus à la Music Academy International de Nancy d'où il sort diplômé de batterie musiques actuelles avec mention spéciale à l'unanimité et félicitations du jury.

### Carrière professionnelle
Outre ses activités d'enseignement de la batterie et ses masterclass depuis l'obtention de son diplôme en 2007, Morgan Berthet mène une carrière de musicien professionnel dans de nombreuses formations françaises et étrangères.
En 2007, il rejoint les rangs du groupe de death metal lyonnais Frontal dont il est toujours le batteur permanent. Le groupe sort un premier EP 4 titres autoproduit en 2009 puis un album sur le label français Klonosphère, distribué par Season of Mist en 2014. Vainqueur du concours Metallian Battle Contest, le groupe se produit au Wacken Open Air festival en Allemagne en 2010 et enchaîne les concerts avec des groupes internationaux comme Lamb of God, Darkane, Hacride, Gojira, Trepalium, Dagoba.
En 2008, il intègre le groupe de metal montpelliérain Eyeless avec qui il enregistre un album, The Diary en 2009, sorti sur le label Listenable Records, produit par Jason Suecof, avec notamment comme invités au chant Mark Hunter et Doc Coyle des groupes de métal américains Chimaira et God Forbid. Avec cette formation, il se produit en concert avec des groupes comme Sepultura, Napalm Death, Walls of Jericho, mais aussi Marilyn Manson.
En 2009, il intègre le groupe de metal français Eths en tant que batteur de session live. Il fait avec eux une trentaine de dates à travers l'Europe, notamment au Wacken Open Air festival en Allemagne et au Graspop Metal Meeting en Belgique en 2009. De cette aventure naît un duo basse-batterie composé de Morgan et Shob, le bassiste de Eths, et une série de masterclass à travers toute la France, des vidéos pédagogiques publiées dans les dvds accompagnant la sortie des magazines Bassiste Mag, et Batterie Magazine,[source insuffisante] et un album autoproduit intitulé Pragmatism sorti en 2014.
Depuis 2012, il est aussi le batteur permanent du groupe de Metal progressif tunisien Myrath, signé sur le label XIII Bis Records, avec qui il a fait plus de soixante concerts à travers le monde dont une tournée européenne de 24 dates en première partie du groupe israélien Orphaned Land et une tournée française de cinq dates en tour support de la chanteuse finlandaise Tarja Turunen.
La même année il participe à la création du groupe The Mars Chronicles dont le premier EP sort sur le label montpelliérain Send the wood music, distribué par Season of mist. Il s'ensuit une tournée de 50 dates hautement symboliques à travers l'Europe avec les groupes israélien Orphaned Land et palestinien Khalas, ainsi que le groupe français Klone au sein duquel Morgan assure aussi le poste de batteur pour la tournée. Il quitte The Mars Chronicles en 2015 à la suite de différends artistiques avec l'un des membres fondateurs.
Toujours la même année, il assure souvent le poste de batteur de session live pour le guitariste Stephan Forté du groupe Adagio pendant la tournée « Guitar Universe Tour » au côté de Marty Friedman de Megadeth et Yossi Sassi d'Orphaned Land.
Depuis 2012, outre les tournées avec ses nombreux groupes, il enregistre les batteries du dernier album solo de Stephan Forté Enigma Black Opera (Zeta Nemesis Records) et du nouvel album de Myrath attendu pour fin 2015. Il intègre le groupe de djent français Kadinja et remplace Franky Costanza de Dagoba au poste de batteur dans le groupe Vise Versa avec le chanteur Jon Howard de Threat Signal.

## Matériel/Endorsements
Il est sponsorisé par la marque de batterie Tama depuis 2007, Sabian pour ses cymbales depuis 2013, PRO-ORCA pour ses baguettes depuis 2013, Serial Drummer et Hyraw pour ses vêtements.

## Discographie
Avec Eyeless
- 2009 : The Diary (Listenable Records/Season of Mist distribution)

Avec Frontal
- 2009 : Frontal (autoproduction)
- 2014 : Death Eaters (Klonosphere/Season of Mist distribution)

Avec The Mars Chronicles
- 2013 : The Mars Chronicles (Send the wood music/Season of Mist distribution)

Avec Stephan Forté
- 2014 : Enigma Black Opera (Zeta Nemesis Records)

Avec Shob (ex-Eths) & Friends
- 2014 : Pragmatism (autoproduction)
- 2015 : TBA (autoprodution)

Avec Myrath
- 2015 : Legacy (Verycord)
- 2019 : Shehili (earMUSIC)
- 2019 : Live In Carthage (Verycord)
- 2024 : Karma (Verycord)

Avec Kadinja
- 2015 : Ascendancy
- 2019: Super 90

Avec Klone
- 2019 : Le Grand Voyage (Kscope)
- 2021 : Meanwhile (Kscope)
- 2024 : The Unseen (Pelagic Records)

Avec Dyslesia
- 2022 : A Taste of Hell (Brennus Music)

Avec Turbulence
- 2024 : Binary Dream (Frontiers Records)

## Vidéographie
Vidéos pédagogiques / Masterclass
- Batterie Magazine no 59 - Juillet / Août 2009 + DVD "Total Drums" no 29 -  Morgan Berthet + Shob de Eths[10]
- Batterie Magazine no 68 - Mai / Juin 2010 + DVD "Total Drums" no 38 -  Morgan Berthet + Shob de Eths[11]
- Bassiste Mag no 25 - Juillet / Août 2009 + DVD "Total bass" no 10 - Morgan Berthet + Shob de Eths[8]
- Bassiste Mag no 30 - Mai / Juin 2010 + DVD "Total Bass" no 22 - Morgan Berthet + Shob de Eths[9]

Drums playthrough
- Frontal - Stand tall
- Eyeless - Fuck you, réalisé par Charles Mills.
- The Mars Chronicles - Abyss, réalisé par Charles Mills.
- The Mars Chronicles - Hell is born, réalisé par Charles Mills.

Clips
- "Frontal - Inferno", réalisé par Christophe Charretier
- "The Mars Chronicles - Constant Show", réalisé par Kick Your Eyes Productions